# Desa Pekuncen (administrativ by i Indonesien, lat -7,64, long 109,22)
Desa Pekuncen är en administrativ by i Indonesien.   Den ligger i provinsen Jawa Tengah, i den västra delen av landet, 300 km sydost om huvudstaden Jakarta.